# Cabrejas del Pinar
Cabrejas del Pinar est une commune espagnole de la province de Soria en Castille-et-León.